# Балка Голубовка
Балка Голубовка (охоронна зона 30 м) — ботанічний заказник місцевого значення. Об'єкт розташований на території Новомиколаївського району Запорізької області, біля поля №8 сівообігу №1.
Площа — 2 га, статус отриманий у 1992 році.